# Þorgils Gellirsson
Þorgils Gellirsson (Thorgils, 1036 - 1070) fue un caudillo vikingo de Helgafell, (Snæfellsnes), en Islandia. Hijo de Gellir Þorkelsson y Valgerður Þorgilsdóttir (n. 1014), y padre de Ari fróði, algunas teorías también le asignan la paternidad de Húnbogi Þorgilsson. Es un personaje que aparece citado en diversas sagas nórdicas: saga de los Fóstbrœðra, saga de Laxdœla, saga Sturlunga, saga Eyrbyggja, y Gunnlaugs saga ormstungu.
Þorgils murió ahogado durante un naufragio en 1070.